# NGC 3589
NGC 3589 este o galaxie spirală situată în constelația Ursa Mare. A fost descoperită în 9 aprilie 1793 de către William Herschel. Se află la o distanță de 23,66 de megaparseci de Pământ.